# Marta Rašlová
Marta Rašlová (* 29. Mai 1949 in Bratislava) ist eine slowakische Schauspielerin.
Sie nahm Ballett- und Schauspielunterricht und übernahm bereits im Alter von 17 Jahren ihre erste Rolle in einem tschechoslowakischen Film. 
Dem Publikum in der DDR wurde Marta Rašlová durch ihre Hauptrolle als Jana Novak in den drei aufeinanderfolgenden TV-Komödien Viechereien, Oh, diese Tante und Alma schafft alle mit der Volksschauspielerin Agnes Kraus bekannt.
Im slowakischen Nationaltheater in Bratislava trat sie mehrfach auf.

## Filmografie (Auswahl)
- 1967: Zmluva s ďiablom
- 1973: Rennfahrer der Kategorie Risiko (Jezdec formule risk)
- 1974: Holky z porcelánu
- 1977: Viechereien (TV)
- 1978: Oh, diese Tante (TV)
- 1980: Alma schafft alle (TV)
- 1987: Der große und der kleine Klaus (Mikola a Mikolko) (TV)
- 1995: Der Garten (Záhrada)
- 2000: Krähwinkel
- 2007: Ordinácia v ružovej zahrade
- 2014: Láska na vlásku